# 狙われた土曜日
「狙われた土曜日」（ねらわれたどようび）は1957年4月16日に公開された日本映画。制作は大映京都撮影所。配給は大映。モノクロ、スタンダード。

## スタッフ
- 製作：永田雅一
- 原作：樫原一郎「S・Wレぼるバー銃」
- 脚本：吉田哲郎、松村正温
- 音楽：高橋半
- 撮影：相坂操一
- 美術：菊地修平
- 録音：海原幸夫
- 照明：古谷賢次
- スチール：西地正満
- 製作進行：大橋和彦
- プロデューサー：宮田豊
- エグゼクティブプロデューサー：武田一義
- 監督：天野信

## キャスト
- 倉田一夫：舟木洋一
- 蟻本道子：苅田とよみ
- 白井刑事：藤間大輔
- 近藤條吉：月田昌也
- 池田刑事：伊達三郎
- お慶：小柳圭子
- 安井警部：水原洋一
- 田中刑事部長：玉置一恵
- 森川刑事部長：寺島雄作
- 広瀬捜査一課長：志摩靖彦
- 岡巡査：高倉一郎
- 丹下：神田耕二
- 木村刑事：堀北幸夫
- 酔っ払いの客：岩田正
- 地ゴロA：福井隆次
- 地ゴロB：藪内武司
- 地ゴロC：遠山泰樹
- 桂馬：越川一
- 寿司屋の出前持金造：旗孝思
- 大黒：大国八郎
- 前田巡査：沖時男
- 二出川巡査：武田龍
- 上田刑事：郷登志彦
- シャモ：浜田雄史
- 若い母：高原朝子
- 射的屋の女店員：石井富子
- おかめのお内儀：小林加奈枝

| スタブアイコン | サブスタブ | この項目は、まだ閲覧者の調べものの参照としては役立たない、映画に関連した書きかけの項目です。この項目を加筆・訂正などしてくださる協力者を求めています（P:映画/PJ:映画）。 |